# Argenta (Nevada)
Argenta é uma cidade fantasma no condado de Lander, estado do Nevada, nos Estados Unidos

## História
Foi achada prata em Argenta em 1866 e foi construído um pequeno campo mineiro e foi criada uma pequena cidade. Argenta tornou-se um ponto de envio do minério encontrado para Austin e os seus habitantes tinham a esperança de que Austin iria ajudar a tornar Arenta o centro ferroviário do condado de Lander . Infelizmente o centro das atenções em Austin estava em Battle Mountain que estava mais próxima da cidade e mais próxima de Galena.Os habitantes de Argenta perceberam que o futuro de Argenta estava condenado. Em dezembro de 1870 as pessoas partiram rumo a Battle Mountain e até levaram consigo as casas. Argenta tornou-se em mais uma cidade fantasma. Em Argenta não houve atividade económica até 1930 quando ali foi descoberta barita nas montanhas em redor de Argenta. Entre 1930 e 1969 foram produzidos mais de $3 milhões em barite e ainda se encontra em atividade.